# Corinna sanguinea
Corinna sanguinea là một loài nhện trong họ Corinnidae.
Loài này thuộc chi Corinna. Corinna sanguinea được Embrik Strand miêu tả năm 1906.